# Брюстер (Флорида)
Брюстер (англ. Brewster) — переписна місцевість (CDP) в США, в окрузі Полк штату Флорида. Населення — 0 осіб (2020).

## Географія
Брюстер розташований за координатами 27°45′37″ пн. ш. 81°59′3″ зх. д. / 27.76028° пн. ш. 81.98417° зх. д. (27.760364, -81.984273).  За даними Бюро перепису населення США в 2010 році переписна місцевість мала площу 6,22 км², з яких 5,19 км² — суходіл та 1,02 км² — водойми.

## Демографія
Згідно з переписом 2010 року, у переписній місцевості мешкали 3 особи в 1 домогосподарстві у складі 1 родини. Густота населення становила 0 осіб/км².  Було 1 помешкання (0/км²).
Расовий склад населення:
| - 100,0 % — осіб інших рас |

До двох чи більше рас належало 0,0 %. Частка іспаномовних становила 100,0 % від усіх жителів.
За віковим діапазоном населення розподілялося таким чином: 0,0 % — особи молодші 18 років, 100,0 % — особи у віці 18—64 років, 0,0 % — особи у віці 65 років та старші. Медіана віку мешканця становила 53,5 року. На 100 осіб жіночої статі у переписній місцевості припадало 50,0 чоловіків;  на 100 жінок у віці від 18 років та старших — 50,0 чоловіків також старших 18 років.